# ニュージーランドの司法
ニュージーランドの司法（にゅーじーらんどのしほう）とは、ニュージーランドの法の解釈および適用を担うシステムである。主な機能は、紛争解決機能の提供、議会の立法に対する有権解釈の提供、判例法の発展ならびに法の支配・個人の自由および人権の保障である。司法府は、行政府である法務省の支援を受けて活動する。
裁判所のシステムは4段階に分かれる。すなわち、裁判官6名からなる最高裁判所、同10名からなり高等裁判所からの上訴を審理する法律審である上訴裁判所、重大な刑事事件および民事事件を処理する高等裁判所、そして全国58カ所に所在する地方裁判所である。また、マオリ族土地法（英: Te Ture Whenua Maori Act ）に基づきマオリ族の土地に関する管轄を有するマオリ族土地裁判所およびマオリ族上訴裁判所も存在する。

## 裁判所の序列

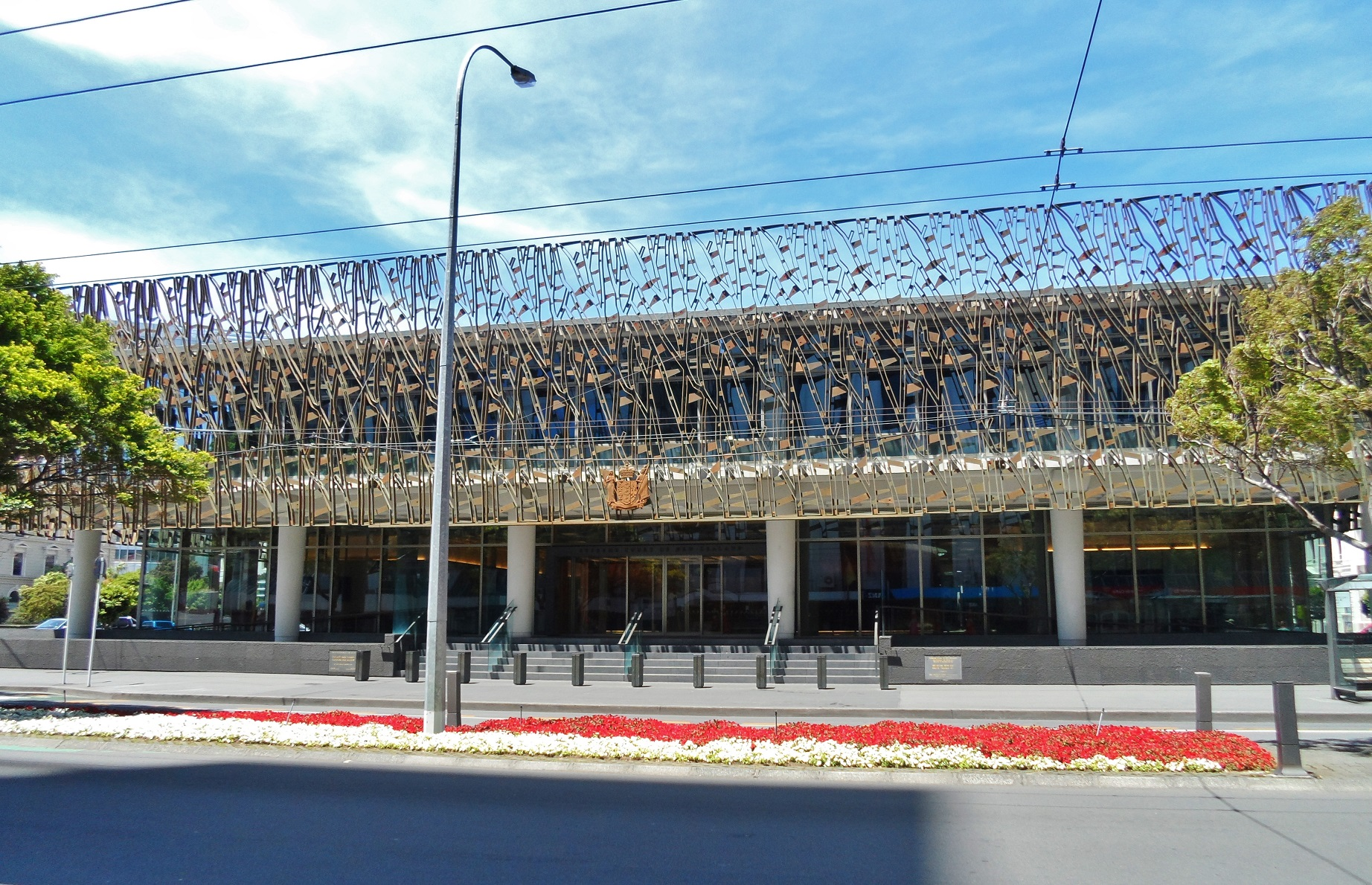
ウェリントンの最高裁判所ビル

最高裁判所は、終審裁判所としてニュージーランドの裁判所組織の頂点に位置している。最高裁判所が上訴を許した（英: leave to appeal ）事件のみが最高裁判所において審理される。最高裁判所が審理対象とする事件は、公益上または商業上の顕著な影響のあるもの、司法制度の執行において重要な誤りのあったものまたはワイタンギ条約に関する重要な問題を含むものなどである。最高裁判所長官は最高裁判所を統括するとともに、2016年上級裁判所法において「他の全ての裁判官の上席」であると規定されている。2004年に最高裁判所が初めて組織されるまでは、ロンドンの枢密院が最上級裁判所として機能していた。
高等裁判所と上訴裁判所は、最高裁判所の下位に位置する上級裁判所である。高等裁判所は第一審の事実審裁判所でもあり、複雑な事案や下級裁判所の管轄を超える事件については初回の審理の場となる。殺人罪・過失致死罪および国家反逆罪は全て高等裁判所の管轄となる。刑事対審の95パーセントは地方裁判所において審理される。家事事件および少年事件を担当する地方裁判所の特別部として、家庭裁判所および少年裁判所が存在する 。特別の裁判所としては、他に労働裁判所、環境裁判所、マオリ族土地裁判所、マオリ族上訴裁判所および簡易裁判所に相当する紛争裁判所が存在する。1975年ワイタンギ法に基づく常設機関としてワイタンギ審判所が置かれている。

## 法源
ニュージーランドはコモンロー法制を採用している。すなわち、上級裁判所の判決が、当該法域において、同等または下位の裁判所を拘束する先例となる制度で、欧州大陸各国における大陸法システムと対をなすものである。
ニュージーランドの法体系は、イギリス法、古いイギリス議会の立法（権利の章典など）、ニュージーランド議会の立法およびニュージーランドの各裁判所の判決から構成されている。議会主権、法の支配および権力の分立の3つの原則が相互に関連しながら法制度の基本となっている。コモンローの解釈にあたっては、ニュージーランドの裁判官は、枢密院の影響が長らく存していたことから慣例的にイギリスの判例に従ってきており、英国コモンローとの一体性が保たれてきたが、英国における解釈に拘束力までをも認めたものではない。

## 裁判官
最高裁判所長官は、首相の推薦に基づき、形式的にニュージーランド総督によって任命される。マオリ族土地裁判所の裁判官は、マオリ開発大臣の推薦に基づき総督により任命される。他の上級裁判所裁判官は、全て司法長官および法務次官への諮問・答申に基づき総督が任命する。
裁判官および司法官僚は、行政権からの独立を担保するため、在職期間に関する厳格なルールに基づいて、非政治的に任命される。裁判官は、有する資格、個人の資質および関係する職務経験に基づいて任命される。裁判官が解職されるのは、代議院（議会）がその非行のあることを議決した場合に限られ、かつ司法長官のみが解職権限を有する。
最高裁判所、上訴裁判所および高等裁判所の裁判官は「Justice 」と称される。他方、下級審裁判所の裁判官は「Judge 」と称される。二人称としては、一般人と同様の敬称（Sir / Madam ）を用いる以外に「裁判官殿」(Your honour )と呼ばれる場合がある。イギリス連邦の伝統の中にありつつも、ニュージーランドの裁判官は槌を用いず、法廷の秩序を回復しようとする際には声を大きくするのみである（必要であれば立ち上がることもある）。

## 歴史
（旧）最高裁判所は1841年に初めて組織され、その後各種の下級審裁判所（地方裁判所、治安判事裁判所など）が1846年に設立された。上訴裁判所の設立は1862年であり、この時点ではニュージーランドにおける最高位の裁判所であったが、その裁判体は（旧）最高裁判所裁判官によって構成されていた。上訴裁判所の裁判に対する上訴は枢密院が処理する制度であった。地方裁判所は1925年に一旦廃止されたが後日再設置された。1957年、上訴裁判所は最高裁判所から完全に分離され、固有の裁判官を擁するようになった。
1865年、先住民土地法に基づき、「マオリ族の土地に関する慣習上の権利を確定させ、当該権利または慣習上の地位を欧州法上承認可能な態様に翻訳する」ため、先住民土地裁判所が設立された。同裁判所は、マオリ族から土地を収奪したと批判されたが、その理由は、審理が英語で行われたり、場所的にもマオリ族の居住地から遠く離れた土地で行われたり、マオリ族に関する十分な知識を持たない裁判官が担当したためであった。さらに、執行された法律の内容にも問題があった。土地法は準部族による連帯所有を認めず、少数の者のみによる所有を強制した。1954年、同裁判所はマオリ族土地裁判所と改称された。1980年代には、司法機関がワイタンギ条約の憲法上の地位の再定義と改善に重要な役割を果たした。
1980年代、旧最高裁判所は、現行の高等裁判所に改称された。機能的には審級制の中間に位置していたため、実態と名称を合致させたのである。2003年10月、議会は2003年最高裁判所法を可決し、2004年7月、新しいニュージーランド最高裁判所がウェリントンに設置された。同時に、枢密院の上訴審理機関としての役割は終わりを迎えた。枢密院の年間新件受理件数は少なく、イギリス連邦の他の国とも共用となっていたため、新しい最高裁判所には、より迅速な審理とより大量の事件数の処理が期待されていた。2016年10月、旧来の1908年裁判所法と上記最高裁判所法が上級裁判所法に統合され、旧法はそれぞれ廃止された。